# Монтињи ле Бретоне
Монтињи ле Бретоне (фр. Montigny-le-Bretonneux) град је у Француској, у департману Ивлен.
По подацима из 1999. године број становника у месту је био 35.216.

## Демографија
| 1962. | 1968. | 1975. | 1982.  | 1990.  | 1999.  | 2011.  |
| ----- | ----- | ----- | ------ | ------ | ------ | ------ |
| 543   | 937   | 1.550 | 14.093 | 31.687 | 35.216 | 33.567 |

## Градови побратими
| - Kierspe, Germany - Lunca, Romania - Denton, United Kingdom - Wicklow, Republic of Ireland | - San Fernando, Cádiz, Spain - Marostica, Italy - São Bernardo do Campo, Brazil |